# NGC 7351
NGC 7351 (również PGC 69489) – galaktyka soczewkowata (S0), znajdująca się w gwiazdozbiorze Wodnika. Odkrył ją Édouard Jean-Marie Stephan 3 października 1878 roku.